# Подгоре
Подго́ре (болг. Подгоре) — село у Видинській області Болгарії. Входить до складу общини Макреш.

## Населення
За даними перепису населення 2011 року у селі проживали 267 осіб, з них 262 особи (98,1%) — болгари.
Розподіл населення за віком у 2011 році:
Динаміка населення: